# Mary Perkins, On Stage
Mary Perkins, On Stage (o semplicemente Mary Perkins, ma inizialmente solo On Stage) è una serie a fumetti a strisce giornaliere creata da Leonard Starr per la syndication del Chicago Tribune e pubblicata negli Stati Uniti d'America dal 10 febbraio 1957 al 9 settembre 1979. Le storie sono costruite rispettando una progressione temporale facendo trascorrere il tempo anche per i personaggi del fumetto, anche se molto più lentamente che nella realtà. Per questa serie l'autore vinse il National Cartoonists Society Story Comic Strip Award nel 1960 e nel 1963 e poi il Reuben Award nel 1965.

## Biografia del personaggio
La protagonista è Mary Perkins, una attrice di teatro, cinema e televisione, sempre pronta a interessarsi dei problemi personali e professionali delle persone che incontra. Esordisce come una timida ragazza di provincia che si trasferisce a New York per fare l'attrice e poco alla volta entra nel mondo dello spettacolo riuscendo infine a sfondare. Si sposa poi con il fotografo Pete Fletcher il 13 dicembre 1959.